# Мале філофорне поле
Мале філофорне поле — ботанічний заказник загальнодержавного значення, розташований неподалік від села Портове Роздольненського району, АР Крим. Створений відповідно до Постанови ВР АРК № 527 від 31 серпня 2012 року.

## Загальні відомості
Землекористувачем є НДУ «Український науковий центр екології моря», площа 385 га. Розташований на північний захід від села Портове Роздольненського району.

## Опис
На території ботанічного заказника місцевого значення «Мале філофорне поле» мешкають 15 видів донної рослинності, домінуючим із яких є філофора (Phyllophora), 4 види водоростей, 4 види ракоподібних, 7 видів риб, 1 вид двостулкових молюсків та 3 види морських ссавців, які занесені в Червону книгу України.